# لامبورغيني جاراما
لامبورغيني جاراما (بالإنجليزية: Lamborghini Jarama) هي سيارة سياحية فاخرة 2+2 تم تصنيعها وتسويقها من قِبل شركة لامبورغيني بين عامي 1970 و 1976. وقد صممها المصمم بيرتون مارسيلو جانديني.